# Alfa (Rapper)

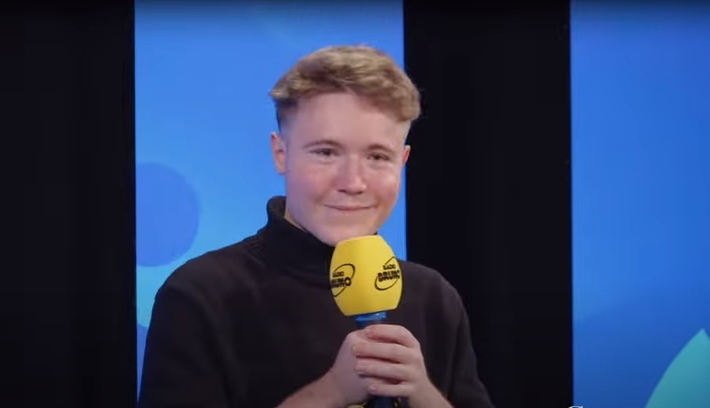
Alfa (2024)

Alfa (* 22. August 2000 als Andrea De Filippi in Genua) ist ein italienischer Rapper und Popsänger.

## Werdegang
Alfa lernte schon als Kind Gitarre und Klavier. In seiner Jugend versuchte er sich in Freestyle-Wettbewerben. Ein großes Vorbild für ihn war dabei der Rapper Macklemore (neben italienischen Popstars wie Jovanotti und Cesare Cremonini). 2018 bewarb er sich für X Factor, schaffte es jedoch nicht durch die Castings. Doch online gelangen ihm, immer in Zusammenarbeit mit dem Produzenten Yanomi, eine Reihe von Streamingerfolgen, angefangen beim Lied Dove sei?. 
Alfas bis dahin größter Erfolg wurde das Lied Cin cin, das 2019 bis in die Top 10 der italienischen Singlecharts vorstieß. Im selben Jahr veröffentlichte er mit Yanomi sein Debütalbum Before Wanderlust. Seine Bekanntheit im Internet stieg weiter, vor allem über die Plattform TikTok, und seine Songs erreichten nun regelmäßig die Charts. 2021 erschien sein zweites Album Nord, das auch ein Duett mit Annalisa enthielt.
Mit Bellissimissima gelang Alfa 2023 ein Sommerhit. Beim Sanremo-Festival 2024 konnte er mit Vai! den zehnten Platz belegen. Am selben Festival sang während des Abends der Cover er gemeinsam mit Roberto Vecchioni dessen Song Sogna, ragazzo, sogna. Diesen publizierten die beiden Künstler darauf gemeinsam.

## Diskografie

### Alben
| Jahr | Titel                                                  | Höchstplatzierung, Gesamtwochen, AuszeichnungChartsChartplatzierungen (Jahr, Titel, Platzierungen, Wochen, Auszeichnungen, Anmerkungen) | Anmerkungen                                                            |
| Jahr | Titel                                                  | IT | Anmerkungen                                                            |
| ---- | ------------------------------------------------------ | --- | ---------------------------------------------------------------------- |
| 2019 | Before Wanderlust                                      | IT20 Gold · (45 Wo.)IT | Erstveröffentlichung: 13. Dezember 2019 Verkäufe: + 25.000; mit Yanomi |
| 2021 | Nord                                                   | IT14 Gold · (5 Wo.)IT | Erstveröffentlichung: 14. Mai 2021 Verkäufe: + 25.000                  |
| 2024 | Non so chi ha creato il mondo ma so che era innamorato | IT1 Platin + Gold (Deluxe) · (… Wo.)IT                                                                                                  | Erstveröffentlichung: 16. Februar 2024 Verkäufe: + 75.000              |

### Singles
| Jahr | Titel Album                                                                   | Höchstplatzierung, Gesamtwochen, AuszeichnungChartplatzierungen (Jahr, Titel, Album, Platzierungen, Wochen, Auszeichnungen, Anmerkungen) | Höchstplatzierung, Gesamtwochen, AuszeichnungChartplatzierungen (Jahr, Titel, Album, Platzierungen, Wochen, Auszeichnungen, Anmerkungen) | Anmerkungen                                                                                  |
| Jahr | Titel Album                                                                   | IT | CH | Anmerkungen                                                                                  |
| --- | ----------------------------------------------------------------------------- | --- | --- | -------------------------------------------------------------------------------------------- |
| 2018 | Dove sei? Before Wanderlust                                                   | IT— GoldIT | — | Erstveröffentlichung: 8. März 2018 Verkäufe: + 35.000; mit Yanomi                            |
| 2019 | Testa tra le nuvole, pt. 1 Before Wanderlust                                  | IT73 Gold · (4 Wo.)IT | — | Erstveröffentlichung: 19. März 2019 Verkäufe: + 25.000; mit Yanomi                           |
| 2019 | Cin cin Before Wanderlust                                                     | IT10 ×4Vierfachplatin · (53 Wo.)IT | — | Erstveröffentlichung: 24. Mai 2019 Verkäufe: + 400.000; mit Yanomi                           |
| 2019 | Wanderlust! Before Wanderlust                                                 | IT49 Gold · (5 Wo.)IT | — | Erstveröffentlichung: 11. Oktober 2019 Verkäufe: + 35.000; mit Yanomi                        |
| 2019 | Il giro del mondo Before Wanderlust                                           | IT100 Gold · (1 Wo.)IT | — | Erstveröffentlichung: 29. November 2019 Verkäufe: + 35.000; mit Yanomi                       |
| 2020 | Testa tra le nuvole, pt. 2 Nord                                               | IT11 Platin · (20 Wo.)IT | — | Erstveröffentlichung: 21. Mai 2020 Verkäufe: + 70.000; mit Yanomi                            |
| 2020 | Sul più bello Nord                                                            | IT50 Platin · (12 Wo.)IT | — | Erstveröffentlichung: 16. Juli 2020 Verkäufe: + 70.000; mit Yanomi                           |
| 2020 | San Lorenzo Nord                                                              | IT53 Platin · (9 Wo.)IT | — | Erstveröffentlichung: 12. November 2020 Verkäufe: + 100.000; mit Yanomi feat. Annalisa       |
| 2021 | Ci sarò –                                                                     | IT97 Platin · (3 Wo.)IT | — | Erstveröffentlichung: 24. September 2021 Verkäufe: + 100.000                                 |
| 2022 | Parigi –                                                                      | IT— GoldIT | — | Erstveröffentlichung: 4. März 2022 Verkäufe: + 50.000; mit Shune                             |
| 2023 | Le cose in comune –                                                           | IT— GoldIT | — | Erstveröffentlichung: 24. Februar 2023 Verkäufe: + 50.000                                    |
| 2023 | Bellissimissima –                                                             | IT5 ×5Fünffachplatin · (60 Wo.)IT | — | Erstveröffentlichung: 12. Mai 2023 Verkäufe: + 500.000                                       |
| 2023 | Sofia </3 Non so chi ha creato il mondo ma so che era innamorato              | IT63 (1 Wo.)IT | — | Erstveröffentlichung: 29. September 2023                                                     |
| 2024 | Vai! Non so chi ha creato il mondo ma so che era innamorato                   | IT9 ×2Doppelplatin · (32 Wo.)IT | CH72 (1 Wo.)CH | Erstveröffentlichung: 7. Februar 2024 Verkäufe: + 200.000; Beitrag zum Sanremo-Festival 2024 |
| 2024 | Sogna, ragazzo, sogna –                                                       | IT34 Gold · (8 Wo.)IT | — | Erstveröffentlichung: 6. März 2024 Verkäufe: + 50.000; mit Roberto Vecchioni                 |
| 2024 | Vabbè ciao Non so chi ha creato il mondo ma so che era innamorato             | IT79 Gold · (8 Wo.)IT | — | Erstveröffentlichung: 14. Juni 2024 Verkäufe: + 50.000                                       |
| 2024 | Il filo rosso Non so chi ha creato il mondo ma so che era innamorato          | IT1 Platin · (… Wo.)IT | — | Erstveröffentlichung: 18. Oktober 2024 Verkäufe: + 100.000                                   |
| 2025 | A me mi piace Non so chi ha creato il mondo ma so che era innamorato (Deluxe) | IT1 Gold · (… Wo.)IT | — | Erstveröffentlichung: 9. Mai 2025 Verkäufe: + 100.000; mit Manu Chao                         |
| Folgende Lieder erschienen nicht als Single, wurden aber durch das Album zum Download und Streaming bereitgestellt und konnten somit eine Platzierung erlangen: |                                                                               | | |                                                                                              |
| |                                                                               | | |                                                                                              |
| 2025 | Anna Non so chi ha creato il mondo ma so che era innamorato (Deluxe)          | IT79 (1 Wo.)IT | — |                                                                                              |

## Belege
1. ↑  Alfa: età, vero nome, X-Factor, canzoni e vita privata: chi è il cantante a Sanremo 2024 con Vai! In: Il Messaggero. 6. Februar 2024, abgerufen am 7. Februar 2024 (italienisch).
2. ↑  Claudia Deriu: Alfa e Roberto Vecchioni pubblicano la loro versione di 'Sogna ragazzo sogna'. In: Radio Subasio. 5. März 2024, abgerufen am 10. März 2024 (italienisch).
3. ↑  Alben von Alfa. In: Italiancharts.com. Hung Medien, abgerufen am 27. Februar 2024.
4. 1 2 3 4 5 6 7 8 9 10 11 12 13 14 15 16 17 18 19 20  Certificazioni. FIMI, abgerufen am 7. Juli 2025 (italienisch).
5. ↑  Chartquellen Singles: Italien. FIMI, abgerufen am 7. Juli 2025 (italienisch). Schweiz. In: hitparade.ch. Abgerufen am 20. November 2024.

| Personendaten    | Personendaten                      |
| ---------------- | ---------------------------------- |
| NAME             | Alfa                               |
| ALTERNATIVNAMEN  | De Filippi, Andrea (Geburtsname)   |
| KURZBESCHREIBUNG | italienischer Rapper und Popsänger |
| GEBURTSDATUM     | 22. August 2000                    |
| GEBURTSORT       | Genua, Italien                     |